# Ronny König
Ronny König (ur. 2 czerwca 1983 w Lichtenstein/Sa.) – niemiecki piłkarz występujący na pozycji napastnika. Obecnie gra w FSV Zwickau. W przeszłości reprezentował barwy następujących klubów: SSV St. Egidien, Chemnitzer FC, 1. FC Kaiserslautern II, SV Wehen Wiesbaden, Rot-Weiß Oberhausen, FC Erzgebirge Aue oraz SV Darmstadt 98, z którym w sezonie 2014/2015 awansował do Bundesligi.